# Separ
Michael Kmeť (* 18. listopadu 1986, Bratislava), známý pod uměleckým jménem Separ nebo Monsignor Separ, je slovenský raper a jedním ze zakladatelů bratislavské hip-hopové skupiny DMS a bývalý člen nezávislého labelu Gramo Rokkaz.
Před začátkem svojí rapové kariéry se věnoval malování grafitů.
Sám sebe pokládá za jednoho z nejvulgárnějších a nejpřímočařejších raperů na slovenské hip-hopové scéně.
Prošel si chemoterapií a bojem s rakovinou.[kdy?] V roce 2020 se během boje s rakovinou rozvedl s jeho tehdejší manželkou Tinou, rozená Csillaghová, s kterou byl oddán od roku 2014.[zdroj?]

## Jméno
Ke jménu Separ se Michael dostal přes graffiti, z počátku se podepisoval jako Sort, avšak v blízkosti Žiliny existovala skupina Sorta a tak si za pomocí přátel začal měnit jméno. Podmínka byla, aby počáteční nebo koncové písmena byla R, K a nebo S. Postupně dospěli k závěru, že na začátek dají písmeno S a na konec dali nejprve K, které později změnili na R a doprostřed si vybral písmeno P, protože podle něj je to dost úzké a vysoké. Dosazením samohlásek vzniklo Separ. Tato přezdívka mu seděla, protože se často separoval od ostatních a nebo podle jeho slov nezapadal.

## Hudební kariéra
Separ začal být na hudební scéně aktivní kolem roku 2001, kdy s Damem doma nahrávali napsané texty na kazety. Mezi lidmi vystupovali jako skupina 2kusy, která měla původně reprezentovat bratislavskou městskou část Dúbravka. Později vznikla skupina DWS (Dame, Wrana, Separ), která se velmi rychle dostala na scénu. Toto seskupení odehrálo přes 50 koncertů v rámci Slovenska a užívalo si vzrůstající popularitu. Po menších neshodách se ale skupina rozpadla. Tento rozpad způsobil roční pauzu raperů a na scénu přišli až s prvním oficiálním albem „Teraz už naozaj“. Na EP má podíl i producent Smart, proto se skupina nazvala DMS (Dame, Metys, Separ). Poté ze skupiny odešel DJ Metys a přidal se Smart (Dame, Monsignor Separ, Smart). Potom, co v roce 2007 postupně vzniká hudební vydavatelství a zároveň skupina Gramo Rokkaz v roce 2009 se stává skupina DMS spolu se Separem jejími členy. Kromě skupiny DMS patřili do Grama i skupina Mater, rapeři Decko a Danosť, producenti a DJové Dekan, Deryck, Analytik, DJ Lkama, DJ Metys a DJ Miko. V roce 2010 tato sestava vydává první sampler na Slovensku s názvem 2010:Manifest, který obsahuje 16 skladeb. Separ se objevuje na šesti z nich. Po tomto díle už skupina koncertuje v rámci GR.

### Debutové sólo album skupiny DMS„Čo sa stalo?!“
Později vydávají DMS debutové album s názvem Čo sa stalo?!, které vyšlo v roce 2011. Tento projekt má 16 zvukových stop, z toho Separ účinkuje ve všech. Album bylo nahrané ve studiích BMT a Anapol, pod dohledem Separa, G-Boda a Danosťa. Objevují se tu hosté jako Čistychov, DNA nebo Momo a samozřejmě kluci z Gramo Rokkaz. Nejzajímavější je ale mezinárodní spolupráce s Termanologym z amerického Bostonu. Tento feat začal v roce 2009, kdy se na jednom z kempů dali do řeči právě zmiňovaný Termanology s Tonom S. a dohodli se na nějakém společném projektu Grama Rokkaz s tímto americkým raperem. Separ si s ním vyměnil mail a do roku 2011 vznikla právě tato nahrávka Žijem svoj sen, na který je natočený i klip. Na albu se objevili i vokály, o které se postaraly Mona a Beri.

### Vlastní debutové sólo album
Debutové sólo album Buldozér vyšlo 31. října 2012 pod vydavatelství Gramo Rokkaz, s. r. o. jako CD album. Album i proto nazval Buldozér, protože mu to připomíná něco co převálcuje ostatní a prezentuje myšlenku Buldozér v hube, která vyjadřuje, že si rapuje dost vulgárně a ostře – před ústa si servítku nedává. K vytvoření sólo alba přispěl nejen fakt, že Gramo Rokkaz jako hudební skupina obsahuje hodně členů, ale na svém kontě mají málo alb, tak asi tři čtvrtě roku před vydáním začal s přípravou a s psaním textů na album a v říjnu se dostalo do prodeje. Na albu se nachází 18 skladeb s více hosty, mezi kterými byli například členové Gramo Rokkaz, Čistychov, Momo, Strapo, Rest (raper), Mišo Biely, Tomáš Botló anebo Layla. O hudební podklady se postarala stejně pestrá sestava, mezi jinými i Smat, Deryck, Lkhama, DJ Wich, DJ Fatte, Emeres anebo G-Bod. Na albu převažují hlavně sociální témata o světě okolo Separa.

### Odtrhnutí od Gramo Rokkaz
Potom, co Separ vydal v říjnu 2012 své debutové album, začal měnit postup styl rapování z klasické hudby rapu (90 bpm) do trapu. Tento styl začali podporovat i jeho kolegové ze skupiny DMS, avšak ostatní členové z Gramo Rokkaz chtěli zůstal při boombapu a nebo klasické 90bmp hudbě. Tím pádem v Gramo Rokkaz setrvávaly 2 názory. Zbytek skupiny a Separ, Smart a Dame se dohodli, že se rozejdou v dobrém a že se tedy skupina DMS odloučí od skupiny Gramo Rokkaz. Stalo se tak 14. října 2013, když to Separ potvrdil na svém oficiálním facebookovém profilu. O pár dní později (27. října 2013) Separ s Damem vydali trapovou skladbu produkovanou Smartem Vitaj vo finále, v které vyjadřují svůj postoj k oddělení od Gramo Rokkaz. Tato skladba se objevila i v dalším Separově albu Pirát. Po tomto se Gramo Rokkaz přestalo nazývat skupinou, ale už figurovalo jako hudební vydavatelství. Ostatní členové, kteří zůstali po oddělení od skupiny DMS si založili rapové uskupení GR Team, do kterého patří Decko, Tono S., Danosť a Rebel. Zatímco Separ pracoval na svém albu i GR Team pracovalo na svém vlastním albu. 26. února 2014 vydali album s názvem 1, na kterém Separ hostuje na jedné věci, kterou udělali ještě před rozpadem společně. Na této skladbě se podílela celá bývalá sestava Gramo Rokkaz.

### Pod vydavatelstvím DMS Records
V roce 2013 odehrál Separ více koncertů, nahrál nějaké videoklipy a nasbíral mnoho fanoušků hlavně díky hostování na dvou skladbách od Rytmuse. První skladba Škola rapu je odpovědí na Rakbyho diss na Rytmuse Čau Paťo. Druhá spolupráce s Rytmusem V mojom svetě, je zahrnutá v albu Navždy od Kontrafaktu. Kromě Rytmuse, Ega a Separa je na skladbě i český zástupce Ektor. Tyto fakta zpopularizovali Separa a on se přičinil vydáním v pořadí druhého sólového alba Pirát.

#### AlbumPirát
Druhé sólo album Separa se dostalo do prodeje 11. března 2014 pod vydavatelstvím DMS Records. Na albu se nachází taktéž 18 skladeb – tak jako na předešlém albu Buldozér. Mezi hosty patří kromě jiných i Strapo, Momo, Čistychov či Vladimir 518 z české skupiny PSH a slohem dokonce přispěl i Rakaa Iriscience ze známé skupiny americké hip-hopové formace Dilated Peoples. Po hudební stránce se na albu objevila známá jména jako DJ Wich, Grimaso, Smart, Lkama či Eremes. Album navazuje na předcházející album, když se tu nachází skladby Hejtklub 3 a Hejtklub 4, které jsou pokračováním skladeb Hejtklub rýchlo a Hejtklub pomaly. Většina písniček nese svou určitou tematiku, avšak nachází se tu i skladby jako Intro a Outro, kde téma není. Je tu možné najít i g-funkově stylizovanou věc Jemiedno s Tomášem Botlem. Ve skladbě Psí život si Separ přidal pár autobiografických veršů, které popisují jeho sídliště a chlapce ze sídliště tu přirovnává ke psovi. Tina pomáhá Separovi se skladbou Bublina, kde se mluví o obtěžování scény novináři. Cover obsahuje Separovu tvář, která se směrem dolů od nosu stává kostrou. Lesklý potisk vytváří dojem zlaté kostry. K albu pirát si Separ udělal tour, na které navštívil 28 měst (resp. klubů). Tour nesla název Pirát Tour a začal v květnu 2014 v Piešťanském klubu Coolturak. Poslední zastávka byla v Bratislavě na Zlatých Pieskoch.

#### Skupinové DMS albumMMXV
Album vyšlo 14. prosince 2015. Bylo avizované asi rok před vydáním. Obsahuje 20 skladeb. Na první Intro skladbu je vytvořený i exotický videoklip, v kterém účinkuje například Sajfa nebo Majster N. O produkci se postaral Michal Nemtuda. Album zdobí hosté jako Pil C, Vladimir 518, Tina, Minimo, Lúza a Strapo.

## Diskografie
| Název      | Detaily                                                                               | Ocenění             | Prodej    | Nejvyšší zaznamenaná pozice v žebříčcích |
| ---------- | ------------------------------------------------------------------------------------- | ------------------- | --------- | ---------------------------------------- |
| Buldozér   | Datum vydání: 31. října 2012 Vydavatelství: GRAMO ROKKAZ Formát: CD, digital download | SK: zlaté           | 5 000 ks  | SK: 5                                    |
| Pirát      | Datum vydání: 11. března 2014 Vydavatelství: DMS RECORDS Formát: CD, digital download | SK: Platinové       | 20 000 ks |                                          |
| Pancier    | Datum vydání: 26. června 2017 Vydavatelství: DMS RECORDS Formát: CD, digital download | SK: Multi-platinové |           | SK: 1 CZ: 6                              |
| OG         | Datum vydání: 4. dubna 2020 Vydavatelství: DMS RECORDS Formát: CD, digital download   | SK: Multi-platinové |           | SK: 1 CZ: 3                              |
| FLOWDEMORT | Datum vydání: 31. března 2023 Vydavatelství: DMS RECORDS Formát: CD, digital download |                     |           |                                          |

| Název           | Detaily                                                                     | Ocenění             | Prodej    | Nejvyšší zaznamenaná pozice v žebříčcích |
| --------------- | --------------------------------------------------------------------------- | ------------------- | --------- | ---------------------------------------- |
| Teraz už naozaj | 2008                                                                        |                     |           |                                          |
| Čo sa stalo?!   | Datum vydání: 2011 Vydavatelství: GRAMO ROKKAZ Formát: CD, digital download |                     |           |                                          |
| MMXV            | Datum vydání: 2015 Vydavatelství: DMS RECORDS Formát: CD, digital download  | SK: zlaté           | 35 000 ks | SK: 2                                    |
| Prepáčte        | Datum vydání: 2018 Vydavatelství: DMS RECORDS Formát: CD, digital download  | SK: Multi-platinové |           | SK: 1 CZ: 17                             |
| MDMS            | Datum vydání: 2019 Vydavatelství: DMS RECORDS Formát: CD, digital download  | SK: Multi-platinové |           | SK: 2 CZ: 15                             |